# 오카 기요시
오카 기요시(일본어: 岡 潔, 1901년 4월 19일 ~ 1978년 3월 1일)는 일본의 수학자이다. 다변수 복소 해석학에 근본적인 업적들을 남겼다. 오사카에서 태어났고, 1925년에 교토 제국 대학 이학부를 졸업하였다.
오카는 1929년부터 3년간 파리에서 지냈고, 그 후 히로시마 대학으로 돌아갔다. 1936년에서 1940년 사이에, 그는 첫 번째와 두 번째 쿠쟁 문제(Cousin problems)에 대한 해답을 출판하였고, 정칙성 영역(domain of holomorphy)에도 연구 업적을 남겼다. 이들 연구결과는 앙리 카르탕에 의해 체계적으로 정리되어, 층 이론(sheaf theory)의 발전에 기본적인 역할을 하게 되었는데, 오카도 이 분야를 계속 연구하였다.
오카는 1949년부터 1964년에 은퇴할 때까지 나라 여자 대학의 교수였다. 일본에서 많은 찬사를 받았다.

## 서지
- KIYOSHI OKA COLLECTED PAPERS
  - 1984년. Springer-Verlag, ISBN 0-387-13240-6
  - 1998년. Springer-Verlag Berlin and Heidelberg GmbH & Co. K, ISBN 3-540-13240-6

### 게시 서류
1. Oka, Kiyoshi (1936). “Domaines convexes par rapport aux fonctions rationnelles”. 《Journal of Science of the Hiroshima University》 6: pp. 245–255. 2011년 7월 18일에 원본 문서에서 보존된 문서. 2010년 7월 17일에 확인함. PDF 보관됨 2011-07-18 - 웨이백 머신 TeX 보관됨 2011-07-18 - 웨이백 머신
2. Oka, Kiyoshi (1937). “Domaines d'holomorphie”. 《Journal of Science of the Hiroshima University》 7: pp. 115–130. 2011년 7월 18일에 원본 문서에서 보존된 문서. 2010년 7월 17일에 확인함. PDF 보관됨 2011-07-18 - 웨이백 머신 TeX 보관됨 2011-07-18 - 웨이백 머신
3. Oka, Kiyoshi (1939). “Deuxième problème de Cousin”. 《Journal of Science of the Hiroshima University》 9: pp. 7–19. 2011년 7월 18일에 원본 문서에서 보존된 문서. 2010년 7월 17일에 확인함. PDF 보관됨 2011-07-18 - 웨이백 머신 TeX 보관됨 2011-07-18 - 웨이백 머신
4. Oka, Kiyoshi (1941). “Domaines d'holomorphie et domaines rationnellement convexes”. 《Japanese Journal of Mathematics》 17: pp. 517–521. 2011년 7월 18일에 원본 문서에서 보존된 문서. 2010년 7월 17일에 확인함. PDF 보관됨 2011-07-18 - 웨이백 머신 TeX 보관됨 2011-07-18 - 웨이백 머신
5. Oka, Kiyoshi (1941). “L'intégrale de Cauchy”. 《Japanese Journal of Mathematics》 17: pp. 523–531. 2011년 7월 18일에 원본 문서에서 보존된 문서. 2010년 7월 17일에 확인함. PDF 보관됨 2011-07-18 - 웨이백 머신 TeX 보관됨 2011-07-18 - 웨이백 머신
6. Oka, Kiyoshi (1942). “Domaines pseudoconvexes”. 《Tôhoku Mathematical Journal》 49: pp. 15–52. 2011년 7월 18일에 원본 문서에서 보존된 문서. 2010년 7월 17일에 확인함. PDF 보관됨 2011-07-18 - 웨이백 머신 TeX 보관됨 2011-07-18 - 웨이백 머신
7. Oka, Kiyoshi (1950). “Sur quelques notions arithmétiques”. 《Bulletin de la Société Mathématique de France》 78: pp. 1–27. 2011년 7월 18일에 원본 문서에서 보존된 문서. 2010년 7월 17일에 확인함. PDF 보관됨 2011-07-18 - 웨이백 머신 TeX 보관됨 2011-07-18 - 웨이백 머신
8. Oka, Kiyoshi (1951). “Lemme fondamental”. 《Journal of Mathematical Society of Japan》 3: pp. 204–214, pp. 259–278. 2011년 7월 18일에 원본 문서에서 보존된 문서. 2010년 7월 17일에 확인함. PDF 보관됨 2011-07-18 - 웨이백 머신 TeX 보관됨 2011-07-18 - 웨이백 머신
9. Oka, Kiyoshi (1953). “Domaines finis sans point critique intérieur”. 《Japanese Journal of Mathematics》 27: pp. 97–155. 2011년 7월 18일에 원본 문서에서 보존된 문서. 2010년 7월 17일에 확인함. PDF 보관됨 2011-07-18 - 웨이백 머신 TeX 보관됨 2011-07-18 - 웨이백 머신
10. Oka, Kiyoshi (1962). “Une mode nouvelle engendrant les domaines pseudoconvexes”. 《Japanese Journal of Mathematics》 32: pp. 1–12. 2011년 7월 18일에 원본 문서에서 보존된 문서. 2010년 7월 17일에 확인함. PDF 보관됨 2011-07-18 - 웨이백 머신 TeX 보관됨 2011-07-18 - 웨이백 머신
11. Oka, Kiyoshi (1934). “Note sur les familles de fonctions analytiques multiformes etc.”. 《Journal of Science of the Hiroshima University》. Ser.A 4: pp. 93–98. 2011년 7월 18일에 원본 문서에서 보존된 문서. 2010년 7월 17일에 확인함. PDF 보관됨 2011-07-18 - 웨이백 머신 TeX 보관됨 2011-07-18 - 웨이백 머신
12. Oka, Kiyoshi (1941). “Sur les domaines pseudoconvexes”. 《Proc. Imp. Acad. Tokyo》 17: pp. 7–10. 2011년 7월 18일에 원본 문서에서 보존된 문서. 2010년 7월 17일에 확인함. PDF 보관됨 2011-07-18 - 웨이백 머신 TeX 보관됨 2011-07-18 - 웨이백 머신
13. Oka, Kiyoshi (1949). “Note sur les fonctions analytiques de plusieurs variables”. 《Kodai Math. Sem. Rep.》. Nos.5-6: pp. 15–18. 2011년 7월 18일에 원본 문서에서 보존된 문서. 2010년 7월 17일에 확인함. PDF 보관됨 2011-07-18 - 웨이백 머신 TeX 보관됨 2011-07-18 - 웨이백 머신